# Mansa (Punjab)
Mansa è una città dell'India di 72.608 abitanti, capoluogo del distretto di Mansa, nello stato federato del Punjab. In base al numero di abitanti la città rientra nella classe II (da 50.000 a 99.999 persone).

## Società

### Evoluzione demografica
Al censimento del 2001 la popolazione di Mansa assommava a 72.608 persone, delle quali 38.733 maschi e 33.875 femmine. I bambini di età inferiore o uguale ai sei anni assommavano a 8.635, dei quali 4.921 maschi e 3.714 femmine. Infine, coloro che erano in grado di saper almeno leggere e scrivere erano 47.211, dei quali 27.076 maschi e 20.135 femmine.